# Culper Ring

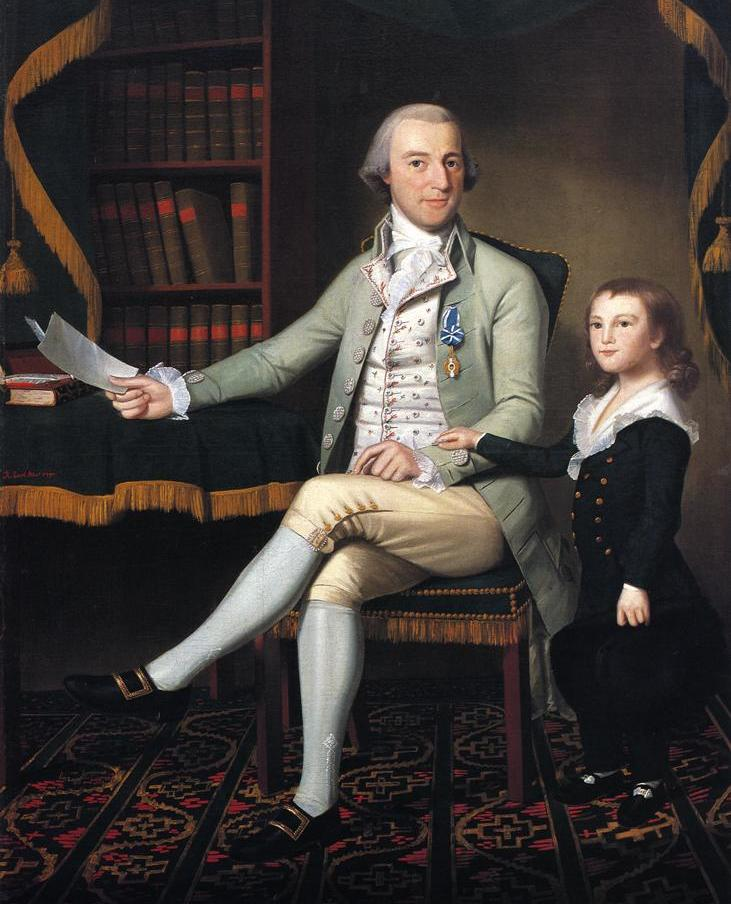
Benjamin Tallmadge, organizzatore del Culper Ring

Il Culper Ring fu un gruppo di spionaggio organizzato dal maggiore (poi colonnello) Benjamin Tallmadge sotto ordine del generale George Washington nell'estate del 1778, durante l'occupazione britannica di New York, all'apice della guerra d'indipendenza americana.

## Nome e fondazione
Il nome "Culper" venne suggerito da Washington, che lo trasse dalla contea di Culpeper, Virginia. I due membri principali del gruppo, Abraham Woodhull e Robert Townsend, adottarono i soprannomi rispettivamente di "Samuel Culper, Sr." e "Samuel Culper, Jr.". Compito del Culper Ring era di aggiornare il generale Washington sulle attività dell'esercito inglese a New York, dov'era il quartier generale inglese e da dove partivano tutte le operazioni. I membri del gruppo operavano principalmente a New York, a Long Island e nel Connecticut.

## Storia
Le operazioni sotto copertura del Culper Ring ebbero inizio a fine ottobre 1778, culminarono negli anni tra il 1778 e il 1781, e continuarono fino all'evacuazione degli Inglesi da New York, nel 1783. Il Culper Ring fornì preziose informazioni al generale Washington. Ad esempio, lo informò che gli inglesi avevano intenzione di attaccare a sorpresa le truppe francesi, appena sbarcate nel Rhode Island sotto la guida del tenente generale Rochambeau, così da impedir loro di riprendersi dalla difficile traversata e organizzare la difesa. Oppure di come gli inglesi progettassero di falsificare il dollaro continentale, per provocarne l'inflazione e costringere il congresso continentale a ritirare tutte le banconote e a emetterne di nuove. O ancora, di come l'incursione nel Connecticut da parte del maggior generale inglese William Tryon, nel luglio del 1779, fosse solo un diversivo per costringere Washington a dividere le proprie forze, così che il tenente generale Henry Clinton potesse attaccarle poco alla volta. O infine, di come Benedict Arnold, ufficiale d'alto grado americano, complottasse con il maggiore britannico John André per consegnare le proprie guarnigioni, cedendo così agli inglesi il forte strategico di West Point, sul fiume Hudson.